# فثيريا فاغانس
فثيريا فاغانس (الاسم العلمي: Phthiria vagans)، هو نوع من ذباب النحل ضمن عائلة الدنانيات، ينتشر في أوراسيا.

## الانتشار
الجنس القطبي شمالي قديم يتواجد حاليًا في أجزاء واسعة من أوروبا (كرواتيا، فرنسا، اليونان، المجر، ايطاليا، مقدونيا الشمالية، رومانيا، إسبانيا)، ووسط وشمال روسيا الأوروبية.
بالإضافة الى منطقة الشرق الاوسط في ايران وفلسطين وتركيا.

## الوصف
فثيريا فاغانس (وتعرف أيضًا بذباب النحل) هو ذباب صغير الحجم يصل طول جسمه الى 4–5 مليمتر (0.16–0.20 بوصة)، يغلب على الجسم اللون الاسود مع خطوط بيضاء على البطن، يظهر على البرجاد (الجزء الجانبي الخلفي من الصدر) زغب دقيق، الجزء العلوي من الوجه والمنطقة المحيطة بقرون الاستشعار مغطاة بشعيرات سوداء، بالإضافة الى خرطوم طويل واضح.
تتميز أيضًا بوجود شوكة ظهرية قصيرة عند أطراف القرون الاستشعارية، تمتد اللوامس لتصل على الأقل إلى طول قرون الاستشعار، أما القطعة البطنية الأخيرة عند الذكر مقعرة بعمق على الحافة الخلفية.
تتلامس العيون الحمراء في ذكور جميع أنواع العائلة الفرعية، بينما تكون منفصلة في الإناث (وهو ما يُعرف بمثنوية الشكل الجنسية)، قاعدة الأجنحة مائلة للون الأصفر، والجزء الأوسط بني والأطراف شفافة.

## النشاط
تنشط هذه الحشرة خلال منتصف النهار

## طالع أيضًا
- فثيريا
- دنانيات

## روابط خارجية
- شبكة معلومات التنوع الحيوي الأوكرانية